# Concejo Regional Costa del Carmelo
Costa del Carmelo es un concejo regional del distrito de Haifa de Israel. Se encuentra situado entre Haifa y Hadera, a lo largo de la costa mediterránea.
El municipio de Costa del Carmelo agrupa los núcleos de población siguientes:
- Kibbutz: Bet Oren (בית אורן), En Karmel (עין כרמל), Hahoterim (החותרים), Ma'agan Mikha'el (מעגן מיכאל), Ma'yan Zevi (מעיין צבי), Nahsholim (נחשולים), Newe Yam (נווה ים), Sedot Yam (שדות ים).
- Moshav: Bat Shelomo (בת שלמה), Bet Hananya (בית חנניה), Dor (דור), En Ayyala (עין איילה), Geva  Karmel (גבע כרמל), Kerem Maharal (כרם מהרל), Megadim (מגדים), Ofer (עופר), Zerufa (צרופה).
- Moshav shifuti: Habonim (הבונים), Nir Ezyon (ניר עציון).
- Otros asentamientos comunitarios: Atlit (עתלית), Qesaryya (קיסריה),
- Otros pueblos: Bet Zevi (בית צבי), Ein Hod (עין חוד), En Hod (עין הוד), Kefar Gallim (כפר גלים), Me'ir Shefeya (מאיר שפיה).

- Datos: Q1915911
- Multimedia: Hof HaCarmel Regional Council / Q1915911